# Metodo voltamperometrico
Il metodo voltamperometrico è il più semplice metodo indiretto per la misura di resistenze elettriche ed è applicabile a resistenze di ogni valore. Il metodo deriva direttamente dalla definizione stessa di resistenza e si basa sulla legge di Ohm. Consiste in una fonte di tensione continua (in genere una batteria di pile), che alimenta la resistenza incognita; di un voltmetro (o di un millivoltmetro) magnetoelettrico, e di un amperometro (o di un milliamperometro), anch'esso magnetoelettrico. Il valore della corrente, circolante nella resistenza incognita, deve essere scelto di volta in volta in relazione al valore della resistenza incognita. Per questo motivo, spesso, si esegue una misurazione della resistenza in modo grossolano e veloce (misura di orientamento) e poi, in base al risultato, vengono scelti gli strumenti più consoni ad una misura di precisione.
Più è piccola la resistenza incognita, più deve essere grande la corrente che vi circola, in modo da poter misurare una tensione di valore relativamente grande, ma la corrente non deve essere troppo grande per non compromettere l'integrità strutturale della resistenza.
Se invece la resistenza incognita è abbastanza grande, la corrente che vi circola deve essere relativamente piccola, in modo da non richiedere una tensione di alimentazione troppo grande di difficile realizzazione e manipolazione.
Il campo di applicazione pratico del metodo voltamperometrico varia dai pochi centesimi ad alcune decine di migliaia di ohm. È sempre opportuno, per poter verificare se non esistono anomalie nella resistenza che andiamo a misurare, effettuare quattro - cinque serie di letture con tensione via via crescente.
Esistono due metodi distinti:
- Metodo voltamperometrico con voltmetro a valle (o anche con amperometro a monte)
- Metodo voltamperometrico con voltmetro a monte (o anche con amperometro a valle)

## Metodo voltamperometrico con voltmetro a valle
Questo metodo è utilizzato quando la resistenza incognita è relativamente piccola. Il circuito è composto dai quattro elementi descritti, con l'accortezza di posizionare il voltmetro "a valle" dell'amperometro, cioè il voltmetro misurerà la tensione ai capi della resistenza incognita e l'amperometro (che si trova a monte) misurerà la corrente che circola nella resistenza incognita, sommata alla corrente che permette al voltmetro di funzionare (corrente di autoconsumo). Questo metodo è efficace per resistenze di valore almeno 100 volte inferiore al valore della resistenza interna del voltmetro.

A questo punto si può effettuare il rapporto tra tensione misurata e corrente misurata e l'errore sistematico sarà sicuramente più piccolo dell'1%. Volendo possiamo eliminare l'errore sistematico, dovuto all'autoconsumo del voltmetro, calcolando la corrente che attraversa il voltmetro, sottrarre dalla corrente misurata dall'amperometro la corrente calcolata che attraversa il voltmetro e poi effettuare il rapporto tra la tensione misurata e questo nuovo valore di corrente.

Un pericolo, quando andiamo a misurare resistenze piccole, è quello delle resistenze di contatto che falserebbero la nostra misura e per evitare questo dobbiamo sempre inserire il millivoltmetro su dei contatti interni ai morsetti di alimentazione. È per questo motivo che i resistori campioni da laboratorio hanno 2 morsetti principali e 2 morsetti (circuitivamente interni) secondari.

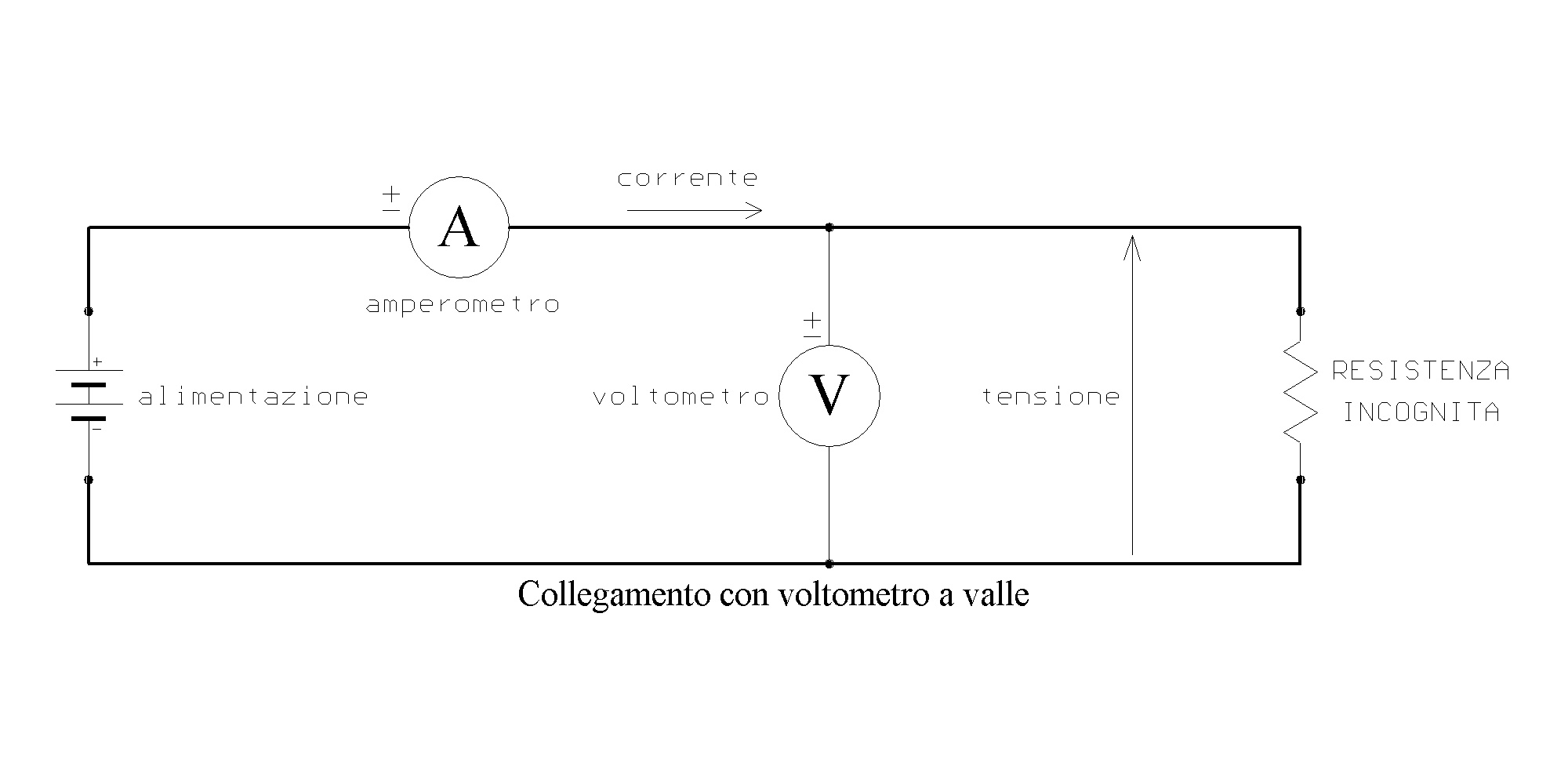
Voltometro a valle

## Metodo voltamperometrico con voltmetro a monte
Questo metodo è utilizzato quando la resistenza incognita è relativamente grande. Il circuito è composto dai quattro elementi descritti, con la accortezza di posizionare il voltmetro "a monte" dell'amperometro, cioè il voltmetro misurerà la tensione ai capi della serie 'resistenza incognita-resistenza dell'amperometro' (tensione di autoconsumo) e l'amperometro (che si trova a valle) misurerà la corrente che circola nella resistenza incognita. Questo metodo è efficace per resistenze di valore almeno 100 volte superiore al valore della resistenza interna dell'amperometro.
A questo punto si può effettuare il rapporto tra tensione misurata e corrente misurata e l'errore sistematico sarà sicuramente più piccolo dell'1%. Volendo possiamo eliminare l'errore sistematico, dovuto all'autoconsumo dell'amperometro, calcolando la tensione che è presente sull'amperometro, sottrarre dalla tensione misurata dal voltmetro la tensione calcolata che si trova ai capi dell'amperometro e poi effettuare il rapporto tra la tensione così calcolata e il valore della corrente misurata dall'amperometro.
Un'accortezza quando si misura una resistenza fortemente induttiva (tipo gli avvolgimenti di un trasformatore o di un motore) è quella di disinserire il voltmetro prima di togliere l'alimentazione. A tale scopo il circuito voltmetrico dovrà essere corredato di apposito tasto per poterlo scollegare in tensione. Il motivo di ciò è molto semplice, se si toglie l'alimentazione su un circuito fortemente induttivo, l'induttanza scaricherà tutta l'energia sul voltmetro distruggendolo inesorabilmente, visto che il voltmetro verrebbe alimentato da tensione con polarità invertita.

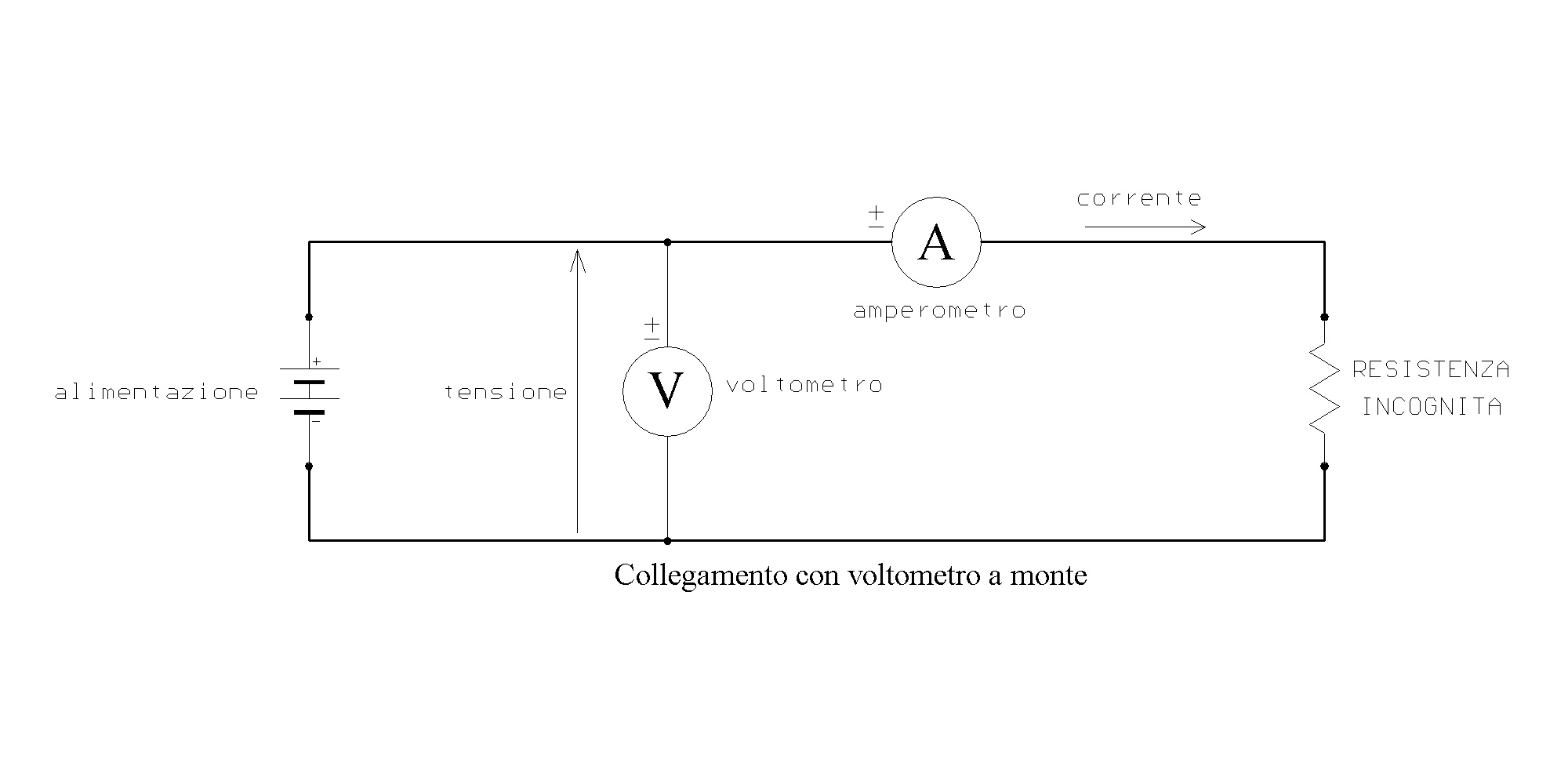
Voltometro a monte